# Nykyrka kyrka, Södermanland
Nykyrka kyrka är en kyrkobyggnad i Nykyrka socken i Nyköpings kommun. Den hör till Stigtomta-Vrena församling. 
Kyrkan, som ursprungligen är en absidkyrka, är uppförd i gråsten under 1100-talets andra hälft och bestod då av ett rektangulärt långhus, ett smalare, längre kor och en absid i öster. Absiden revs på 1760-talet när det åttakantiga gravkoret uppfördes. Den fick förfalla svårt och stod öde mellan 1814 då den togs ur bruk och 1926 då den restaurerades. 1929 återinvigdes kyrkan och  framstår nu som en av stiftets mest ålderdomliga kyrkor. Sakristian från 1767 är samtida med gravkoret. Klockstapeln bildar som typ ett minne från kyrkans äldsta tid, även om trävirket i stapeln förnyats några gånger sedan dess. Vid kyrkan står en runsten (Sö 46).

## Inventarier
- Dopfunten och en gravsten stammar från kyrkans äldsta tid.[2]
- Altartavlan av Ernst Söderberg uppsattes 1943.[2]

### Orgel
- Före 1954 användes ett harmonium i kyrkan.[4]
- Den nuvarande mekaniska orgeln byggdes 1954 av Grönlunds Orgelbyggeri AB, Gammelstad.[4]

| Manual       | Pedal       | Koppel   |  |
| Gedackt 8’   | Borduna 16’ | Man/Ped. |  |
| Principal 4’ |             |          |  |
| Rörflöjt 4’  |             |          |  |
| Valdflöjt 2’ |             |          |  |
| Kvint 1 1/3' |             |          |  |